# The Walking Dead (còmic)
The Walking Dead és una sèrie de còmics en blanc i negre escrita per Robert Kirkman i il·lustrada primer per Tony Moore i, des de la setena entrega, per Charlie Adlar. S'edita mensualment als Estats Units des d'octubre de 2003; a Espanya és publicada, amb el títol castellà de «Los muertos vivientes», per Planeta DeAgostini des de 2005.
L'argument gira al voltant de les vivències d'un petit grup de persones que intenten sobreviure als Estats Units després que una apocalipsi zombi hagi arrasat la civilització. El còmic ha estat adaptat per a la pantalla petita com una sèrie de ficció amb el mateix títol, el primer capítol de la qual va ser emès el 31 d'octubre de 2010.
A banda d'alguns especials, el còmic es va publicar principalment en blanc i negre, i va començar a publicar versions en color número per número, pintades per Dave McCaig, a partir de l'octubre de 2020.
Kirkman era un fan de pel·lícules de zombis com la sèrie Night of the Living Dead i Zombi 2, així com de videojocs de zombis com Resident Evil.

## Argument
The Walking Dead comença quan Rick Grimes, xèrif d'una petita localitat de Kentucky, és ferit en acte de servei. En despertar-se d'un llarg coma, descobreix que el seu món ha desaparegut a conseqüència d'una plaga de morts vivents que han envaït la civilització dels vius i n'han exterminat la població. Després de comprovar que la seva esposa Lori i el seu fill Carl no són a casa, Rick viatja a Atlanta a cercar-los, però es troba amb la ciutat infestada de zombis i escapa pels pèls gràcies a l'ajuda de Glenn, un explorador que el porta a un petit campament de supervivent als afores. Allí Rick aconsegueix reunir-se de nou amb la seva família però la seva arribada molesta Shane, el seu antic company, que havia començat una aventura amb Lori. La situació es tensa fins al punt que Shane intenta matar Rick però és mort d'un tret per Carl.
Amb Rick com a líder, el grup viatja a la recerca d'un lloc segur per refer les seves vides. Lori anuncia que està embarassada però no diu que el fill que espera és de Shane, tot i que Rick ho sospita. Després d'establir-se sense èxit en uns pocs llocs, el grup troba una presó abandonada i decideixen fer-ne una nova llar. Dexter un dels pocs presoners que encara quedava a dins els intenta fer fora però Rick el mata per l'esquena aprofitant una fuga de zombis. Després d'instal·lar-se al recinte penitenciari, Rick, Glenn i Michonne, una dona que s'ha unit al grup, són capturats pel Governador, el cruel líder d'un altre grup de supervivents que els tortura per saber on és la presó. Els tres aconsegueixen escapar i es preparen per a l'atac del Governador. En l'enfrontament moren molts dels supervivents, entre ells Lori i la filla nounada.
Després de vagar sols un temps, Rick i Carl es reuneixen de nou amb els altres supervivents que queden vius. Junts es dirigeixen a Washington seguint Porter, un científic que afirma conèixer les causes de l'epidèmia, la qual cosa resulta ser un engany. Durant el trajecte són assetjats per un altre grup de supervivents que han trobat en el canibalisme una forma de subsistència; per defensar-se Rick i els seus ajusticien cruelment els caníbals.
Whashington resulta estar tan infestada de zombis com altres llocs, però el grup és invitat a instal·lar-se a Alexandria, un poble fortificat i segur dirigit per Douglas, congressista dels Estats Units. Allí els supervivents tornen a saber què era portar una vida tranquil·la i Rick esdevé cap de seguretat, tot i que es donen alguns conflictes entre alguns d'ells i els antics residents. Aquesta situació idíl·lica es manté fins que una horda de zombis envolta el poble i aconsegueix escolar-se pels murs que el protegeixen. En un intent de fugir, Carl és ferit greument per un tret al cap, però sobreviu. Els supervivents aconsegueixen acabar arriscadament amb els morts. Douglas no sobreviu i Rick esdevé el líder d'Alexandria.
Davant del risc de nous atacs decideixen millorar les defenses del poble però es troben amb dificultats per trobar aliments. Paul, que afirma ser l'enviat de'un altre poblat de supervivents anomenat Hilltop, arriba per proposar un intercanvi d'armes i aliments entre les dues comunitats. Revela a més que hi ha altres comunitats com ells que han establert relacions. Tot i que Rick no se'n refia finalment accedeix a acompanyar Paul al seu poblat per negociar. Rick descobreix que la nova comunitat viu sota l'amenaça d'un grup d'homes armats, autoanomenats "els Salvadors", el líder dels quals es diu Negan. En el seu primer encontre el grup de Rick mata uns pocs Salvadors però això només serveix per provocar Negan que ataca Alexandria i para un parany a Rick, matant alguns dels seus amics (Glenn entre ells).
Negan obliga Rick a entregar-li part dels medicaments i queviures que els homes d'Alexandria obtenen amb dificultats. Rick simula sotmetre's, cosa que provoca que Carl s'indigni i intenti sense èxit matar Negan en solitari; però Rick, d'amagat de Negan, estableix una aliança amb uns pocs homes de Hilltop i una altra comunitat, el Regne, dirigida per un home anomenat Ezequiel, per posar fi a la tirania dels Salvadors. Dwight, un membre dels Salvadors, ofereix la seva col·laboració, però Rick no se'n refia. La guerra comença quan una visita de Negan a Alexandria acaba amb un intercanvi de trets i només l'arribada de Paul i Ezequiel obliga als Salvadors a batre's en retirada. Abans d'esperar una resposta de Negan, Rick dirigeix un atac contra els Salvadors en què aconsegueixen fer entrar una multitud de caminants dins la seva base. Amb Negan ocupat netejant el seu refugi, els aliats ataquen altres bases dels Salvadors. En un d'aquests atacs els homes del Regne són anihilats i només Ezequiel aconsegueix salvar-se. De retorn a Alexandria els aliats discuteixen els plans per continuar la guerra quan són sorpresos per un assalt dels Salvadors. Durant el combat Rick és ferit però Dwight es revela finalment com un aliat i això li salva la vida. La batalla acaba quan Rick fereix Negan en combat i els Salvadors es veuen obligats a rendir-se.
Dos anys més tard la comunitat d'Alexandria ha prosperat sota el comandament de Rick i conjuntament amb els seus aliats de Hilltop, el regne i els Salvadors han començat a construir una civilització semblant a la que existia abans de l'apocalipsi. Un grup de supervivents, encapçalats per una dona anomenada Magna, arriba a Alexandria on són acollits per Rick. L'existència d'aquest nou món es veu amenaçat per la presència dels Murmuradors, un gran grup de supervivents que viuen en estat semisalvatge i utilitzen les pells dels morts com a camuflatge. Quan uns homes de Rick maten alguns d'aquests en prendre'ls per caminants, la líder dels murmuradors mata diversos habitants d'Alexandria i amenaça Rick de conduir una immensa horda de caminants contra Alexandria per destruir-la.

## Arcs de la història
| # | Títol | Registres recollits | Data de publicació |
| # | Títol | Registres recollits | Estats Units       |
| 1 | DAYS GONE BYE | 1-6                 | 4 de maig de 2004  |
| 1 | Resum El policia suburbà Rick Grimes és ferit en una lluita contra incendis amb un fugitiu. Quan es desperta a l’hospital no troba ningú, aventurant-se pels passadissos i habitacions de l'edifici, només troba cadàvers i éssers que intenten atacar-lo. En sortir de l’hospital, Rick torna a casa seva i, després de trobar-lo desert, coneix a Morgan i el seu fill Duane, que expliquen al protagonista que el món, tal com sabia, ja no existeix, les carcasses ambulants ataquen els vius conduïts per una fam insaciable. Rick marxa a Atlanta, on és possible que es dirigissin Lori (dona) i Carl (fill). Un cop allí coneix altres supervivents, inclòs el seu company Shane, que durant la seva absència, havia tingut una aventura parcialment recíproca amb la seva dona, mantenint-ne l'obsessió fins al punt d'intentar matar Rick. Serà el petit Carl qui salvi el seu pare disparant a Shane. |                     |                    |

## Personatges

### Família Grimes
- Rick Grimes (aparició al número #1-192): És el principal protagonista de la història i l'únic personatge que ha aparegut en pràcticament totes les entregues de la sèrie. Era sheriff de Cynthiana, una població de Kentucky, fins que la força de les circumstàncies el converteix en el líder d'un reduït grup de supervivents. Rick assumeix la càrrega amb determinació i les seves decisions són, en general, acceptades per la resta del grup. Tanmateix en algunes ocasions la duresa d'alguns dels seus actes, li comporta les crítiques dels altres. Després de tallar les cames d'Allen, un altre supervivent mossegat per un mort, Tyresse l'acusa d'haver gaudit fent-ho i el grup decideix que els lideri un comitè de quatre en lloc de Rick sol. El caràcter de Rick evoluciona de la vocació de protegir els seus a l'assumpció que per fer-ho ha de cometre actes que abans no s'hauria plantejat fer, com quan mata per l'esquena Dexter, quan aquest intenta fer-los fora de la presó, o quan dirigeix l'ajusticiament de forma cruel dels caníbals que els havien atacat. La principal atenció de Rick recau en la seva família: estima Lori i, tot i que sap que no és el pare del fill que ella espera, li prohibeix confessar-li-ho. Després que ella mori, durant l'assalt del Governador a la presó, Rick creu parlar amb ella per un telèfon desconnectat. Morta Lori, Rick centra la seva atenció en Carl, fins al punt de mossegar greument i matar tres homes que pretenien violar el nen. A Alexandria, tot i que el congressista Douglas li confia la vigilància del lloc, Rick es posa en risc en manar a Glenn recuperar les armes que els han pres i, més tard, en apallissar un veí que maltractava la seva família. Tot i així s'acaba reconeixent la rectitud dels seus actes i el mateix Douglas renuncia al comandament en favor de Rick.
- Carl Grimes (aparició al número #2-193): Fill de Rick i de la seva esposa Lori; al principi de la història tenia nou anys, cosa que no impedeix a Rick ensenyar-li a disparar amb una pistola, en contra de l'opinió de Lori. Carl no només ha mostrat perícia en matar zombis sinó que també mata Shane quan aquest intenta assassinar Rick. La duresa de la situació li fa perdre ràpidament la innocència pròpia de l'edat i el seu caràcter s'adapta a la nova vida; quan Rick i Lori li mostren la seva germana Judit, Carl afirma que la noia tindrà la sort de creure que tot és normal, ja que desconeixerà el que s'ha perdut. A Alexandria expressa el seu desgrat per la gent que hi viu per portar una vida irreal actuant com si res no passés fora dels murs.
- Lori Grimes (números #2-48): Muller de Rick i mare de Carl. Quan va començar el conflicte amb els zombies i Rick es trobava en coma a l'hospital, Lori i Carl van fugir a Atlanta amb Shane. Allí ella i Shane van mantenir un breu idil·li que es va acabar quan Rick els va trobar al campament de supervivents als afores d'Atlanta. Fruit d'aquesta relació Lori va quedar embarassada però no li diu a Rick que el nadó és fill de Shane, tot i que ell ho sospita. A la prssó Lori dona a llum a una nena a la qual posen el nom de Judith. Durant el violent atac del Governador Rick intenta treure Carl, Lori i Rick sans de la presó però en la fugida Lori i la nena reben un tret mortal i moren allí mateix. Posteriorment Rick té al·lucinacions en què Lori parla amb ell per telèfon.
- Judith Grimes (números #39-48): Judith és la filla nounada de Lori Grimes i germana menor de Carl. Tot i que es reconeix a Rick com el seu pare, està fortament implicat que Shane és el seu pare biològic. Durant el segon atac del governador contra la presó, Lori és afusellada per Lilly mentre subjecta Judith, i Lori cau aixafant Judith.
- Andrea Grimes (números #2-167): Andrea va ser una de les supervivents més longeves del còmic, al costat de Rick, Carl, Maggie i Sophia Peletier. L'Andrea va treballar com a oficinista d'un despatx d'advocats abans de l'apocalipsi zombi, una feina que segons ella odiava. Es demostra que és una de les millors tiradores de rifles de l’univers Walking Dead, coneguda per haver escopit als enemics del grup, ja siguin humans o zombis. Després de tenir una relació amb Dale a la presó, després té una relació amb Rick a la zona segura d'Alexandria després de la mort de Dale. Actua com a figura materna de Carl i té un paper important en la gestió de la zona segura, sovint vista com una figura del vicepresident. Andrea va ser mossegada per un caminant mentre salvava Eugene del ramat que va atacar Alexandria. Mor a la seva habitació amb Rick i diversos membres d’Alexandria i Hilltop s’acomiaden d’ella abans de morir.
- Andrea Grimes (números #193) és filla de Carl i Sophia, que recuperen la seva relació i finalment es casen. Posteriorment, Sophia dona a llum a una nena, a la qual reben el nom de la madrastra de Carl, Andrea Grimes.

### Família Jones
- Duane Jones (números #1-59): era un jove amagat amb el seu pare, Morgan, a diverses cases del barri de Rick, intentant sortir de l'apocalipsi zombi. Després de conèixer Rick i rebre les armes de la comissaria de policia, ell i Duane se separen de Rick, potencialment per retrobar-se algun dia. Molt més tard, per Nadal, Morgan i Duane es veuen amb vida i vivint en una cabana en una muntanya nevada. Més tard encara, Rick es troba amb els dos, però mentre Morgan és viu, Duane ha girat. Morgan s’uneix ara a Rick, però deixa al seu fill reanimat per vagar lliurement per la casa.
- Morgan Jones (números #1-83): era el devot pare de Duane Jones que lluitava per superar la recent mort de la seva dona. Ell i el seu fill busquen refugi a la ciutat natal de Rick després que es produeixi el brot. És la primera persona viva que troba Rick després de despertar-se. Informa a Rick del brot i del que ha passat al món durant els darrers dos mesos. En algun moment de les setmanes / mesos següents, Duane cau presa dels caminants i es torna girat. Morgan, incapaç de fer front a la mort del seu fill, recorre a tancar Duane a la casa amb cadenes. Més tard, Rick l'acull com a membre de la seva comunitat. Desenvolupa una atracció i, en conseqüència, una relació complicada amb Michonne. Mentre ajuda a combatre els zombis amb Michonne, Rick i els altres, un caminant el deixa agafar i el mossega al braç. Michonne es talla el braç de Morgan i, a partir d’aquí, queda al llit. Poc després és assassinat per Michonne abans que tingui l'oportunitat de tornar a animar-se.

### Supervivents d'Atlanta
- Andrea (aparició al número #2): Recepcionista d'un bufet d'advocats, Andrea viatjava amb la seva germana Amy quan va esclatar l'epidèmia de zombis i, junt amb Dale, van acabar al campament de supervivents als afores d'Atlanta. Amy mor en un atac nocturn dels zombis i Andrea inicia una relació amb Dale tot i la diferència d'edat. Andrea és la millor tiradora del grup; la seva punteria resulta essencial en molts enfrontaments, com en l'assalt a la presó, i a Alexandria se li confia la torre de vigilància. La mort de Dale és un cop dur per a ella que conserva el barret d'ell com a record. A Alexandria inicia una relació amb Stephen, el fill de Douglas, però l'acaba rebutjant quan ell proposa abandonar covardament els companys atrapats al poble durant l'assalt dels morts. Aleshores se sent atreta per Rick; en un principi ell talla qualsevol possibilitat de relació, ja que tem perdre-la com ha perdut les dones que ha estimat abans, però finalment els dos inicien una relació.
- Dale Horvath (números #2 a #66): Un venedor de cotxes jubilat que abans de l'apocalipsi es dedicava a recórrer Estats Units en caravana amb la seva dona, Erma. En esclatar la pandèmia dels morts vivents, Erma va sucumbir i Dale, després d'enterrar-la, es va dirigir a Atlanta on vivia un cosí. Pel camí va recollir Andrea i Amy però en arribar a Atlanta es van trobar que l'exèrcit havia tancat la ciutat i es van ajuntar amb altres refugiats en un petit campament dels afores; la seva caravana serveix de torre de guaita. Dale és el més veterà del grup, sempre portant un barret de pescador al cap. Després de fugir d'Atlanta ell i Andrea inicien una relació. És el principal conseller de Rick, tot i que es mostra crític amb algunes de les seves decisions: quan Rick anuncia la seva intenció de combatre el Governador, Dale i Andrea es neguen a posar el perill les vides dels petits i fugen amb altres membres del grup a la granja de Hershell. Quan el grup reprèn la marxa Dale és mossegat al coll per un zombi però amaga la ferida als altres; poc després és segrestat per un grup de caníbals que li tallen una cama però quan ell els revela que està infectat, el tornen amb el grup. Dale mor poc després i Andrea li dona el tret de gràcia.
- Glenn Rhee (números #2 a #100): Antic repartidor de pizzes (i ocasional lladre de cotxes) que al principi de la història arrisca la vida introduint-se a Atlanta per cercar queviures per al grup de supervivents; en una de les seves incursions troba i salva la vida a Rick. Glenn inicia una relació amb Maggie, a desgrat del pare d'ella, Hershel. La parella es casa a la presó en una cerimònia presidida pel mateix Hershel i més endavant adopten Sophia, la filla de Carol, després del suïcidi d'aquesta. La nena acaba per anomenar-los pares, cosa que fa que Carl la consideri boja. Els tres escapen de la presó després del primer assalt del Governador, però el pare i el germà de Maggie moren i Maggie intenta suïcidar-se en saber-ho, però és descoberta a temps. A Alexandria Glenn i Maggie s'instal·len amb Sophia en una casa i ell torna a la seva feina d'explorador de queviures per a la comunitat, tot i l'oposició d'ella. La parella s'adapta bé a la vida d'Alexandria i esperen el seu primer fill biològic però quan els homes de Negan ataquen el poblat Glenn decideix portar Maggie i Sophia a la colònia de Hilltop, que ell considera més segura. Durant el trajecte el grup en què viatgen és capturat pels Salvadors i Glenn és assassinat violentament per Negan.
- Shane Walsh (números #1 a #6): Company de Rick en la policia de Cynthiana; estava present quan Rick va rebre el tret que el va deixar en coma. Durant l'esclat de l'epidèmia, va protegir Lori i Carl i els va conduir fins a Atlanta. Durant el temps al campament manté una relació amb Lori, de resultes de la qual ella es queda embarassada. La relació acaba quan Rick es retroba amb ells. Shane no pot evitar sentir-se gelós de Rick per Lori i pel lideratge del petit grup de supervivents. En un atac de gelosia Shane intenta matar Rick però és mort per Carl d'un tret al coll. Més endavant, quan Rick descobreix que tots els morts esdevenen zombis, torna al lloc on Shane està enterrat per donar-li la tranquil·litat d'un tret al cap.
- Allen (números #2 a #23), la seva esposa Donna (números #3 a #9), i els seus fills Ben (números #3 a #61) i Billy (números #3 a #61): Allen era venedor de sabates en un centre comercial de Gainsville; la família va arribar a Atlanta i es va unir a Dale, Andrea i Amy als afores de la ciutat. Donna mor devorada per caminants poc després, quan el grup es refugia en una urbanització infestada de morts. La pèrdua sumeix Allen en una depressió de la qual comença a recuperar-se quan és mossegat per un zombi a la presó. Tot i que Rick intenta salvar-lo amputant-li la cama, Allen acaba morint. Ben i Billy són adoptats per Dale i Andrea, però en el camí a Whashington, Ben, que no entén què passa al seu voltant, assassina Billy convençut que tornarà a la vida. Mentre el grup debat què han de fer amb ell, Carl s'escola d'amagat a la furgoneta on tenen Ben tancat i el mata d'un tret.

### Altres supervivents
- Morgan Jones (números #1 a #83): Supervivent que es refugia en una casa de Cynthiana. Ell i el seu fill Duane són les primeres persones vives que Rick troba després de despertar del coma. Duane confon Rick amb un zombi i el noqueja amb un cop de pala però Morgan aviat s'adona que Rick és un home viu i el porta a la casa. Després que Rick se'n vagi a Atlanta Morgan no torna a aparèixer fins que Rick, de camí a Washington, torna a Cynthiana a buscar armes. Per desgràcia Duane havia estat mossegat per un caminant i s'havia convertit en un zombi que Morgan mantenia lligat. Rick aconsella a Morgan matar el zombi de Duane i l'invita a unir-se al seu grup; Morgan accedeix i fa veure que ha disparat a Duane, tot i que en realitat l'ha deixat lliure. A Alexandria ell i Michonne inicien una breu relació. Quan Morgan és mossegat al braç durant l'assalt dels zombis a Alexandria, Michonne intenta ajudar-lo amputant-li el braç; tot i els esforços per salvar-lo, Morgan mor.
- Tyreese (números #7 a #46): Un home negre corpulent, antic jugador de futbol americà, que s'uneix al grup dels supervivents junts amb la seva filla, Julie, i el xicot d'ella, Chris. Tyreese és d'una gran ajuda al grup cercant queviures i eliminant zombis amb un martell. En certa manera esdevé l'home fort del grup, només per darrere de Rick, que confia en ell. Tyreese forma una parella amb Carol, una altra supervivent, que es trenca quan ell l'enganya amb Michonne. La relació amb Rick s'enterboleix després de la mort de Julie, per un pacte suïcida amb Chris, fet que porta Tyreese a tancar-se dins del gimnàs de la presó amb una munió de zombis, i un intent de suïcidi de Carol després que ella descobrís la seva infidelitat, i els dos homes acaben apallissant-se violentament. Tot i el seu orgull, els dos arreglen les coses i Tyreese surt a cercar Rick, Glenn i Michonne quan aquests són capturats pel Governador. Després del primer assalt del governador a la presó, ell i Michonne surten a perseguir els atacants però ell és capturat i més tard assassinat pel Governador després d'haver intentat debades utilitzar-lo com a peça d'intercanvi.
- Hershel Greene (números #10 a #48): Granger i patriarca d'una extensa família que inclou els seus fills Maggie, Billy, Lacey, Arnold, Susie, Rachel i Shawn; la seva esposa havia mort ja quan es va produir l'apocalipsi zombi. A més, Hershel acull Otis i Patrícia a la granja. És un home devot i un pare sever, però estimat pels seus, que, com Rick, es pren amb molta seriositat la tasca de protegir la seva família. Apareix per primera vegada quan Otis fereix per error Carl i Rick li porta el nen perquè el curi, cosa que Hershel fa gràcies als seus coneixements de veterinària. Al principi Hershel creu en la possibilitat que els zombis puguin curar-se, de manera que es nega a matar-los i tanca els pocs que captura al graner, incloent-hi el seu fill major Shawn, que havia estat mossegat per caminants. Per desgràcia els zombis s'escapen del graner i maten Lacey i Arnold, a qui Hershel es veu obligat a donar un tret de gràcia. Hershel permet que el grup de Rick es quedi a la seva granja durant un temps però les coses s'espatllen quan descobreix Maggie i Glenn mantenint relacions sexuals, cosa que l'escandalitza en la seva religiositat. La relació amb Rick i els altres s'enterboleix fins que, amb Carl curat del tot, el grup decideix anar-se'n de la granja. Tot i així, més endavant Rick invita Hershel a unir-se a ells a la presó, on Hershel és l'encarregat de plantar un hort. Això no suposa la fi dels seus patiments perquè Susie i Rachel són assassinades per un presoner poc després d'arribar a la presó. Quan el Governador ataca la presó Hershel recolza Rick en la seva determinació de quedar-s'hi i plantar cara als atacants. Quan es veuen superats Hershel empeny Billy a fugir però el noi mor d'un tret; en veure el seu fill mort Hershel perd tota esperança i demana a Déu que el mati però és el Governador qui acaba amb ell d'un tret al cap.
- Michonne (aparició al número #19): Advocada abans del desastre, després de perdre la família va vagar per diversos camins armada amb una espasa que va prendre de casa d'un veí. Arriba a la presó, en el moment en què els protagonistes s'enfronten a Dexter i els zombis. De caràcter tancat al principi (parla en veu alta amb el seu xicot mort, cosa que només confessa a Rick), els supervivents desconfien d'ella inicialment però el seu domini de l'espasa la converteix en la principal caçadora de zombis i acaba per esdevenir un membre clau del grup. És una dona dura i despietada amb els enemics; després de ser violada salvatgement pel Governador, es venja lligant-lo i torturant-lo de forma sàdica fins a deixar-lo moribund. Les seves relacions personals no han estat afortunades: a la presó té un afer amb Tyresse que provoca la ruptura entre ell i Carol i l'intent de suïcidi d'aquesta; més endavant a Alexandria inicia una relació amb Morgan, tot i que aquest encara no ha oblidat la seva esposa. Quan ell és mossegat per un mort, Michonne li talla el braç ferit però ell mor poc després.
- Abraham Ford (números #53 a #98): Havia estat sergent en l'exèrcit i entrenador esportiu. Tenia una ex-esposa, Beth, un fill i una filla. Després de l'esclat zombi, uns homes amb els quals convivien van violar Beth i la nena, i Abraham els va matar en venjança. Això va espantar la seva família que va fugir i va acabar devorada pels zombies. Més endavant va ensopegar amb Porter, un suposat científic, que afirmava saber les causes de l'epidèmia zombi. Convençut de les bones intencions de Porter, Abraham va prometre portar-lo fins a Washington. Pel camí va trobar Rosita, que es va convertir en la seva amant. Abraham apareix per primera vegada amb Rosita i Porter a la granja de Hershel on convenç Rick i els altres perquè els acompanyin. Rick i ell no es fien l'un de l'altre però acaben fent amistat quan van a buscar Morgan a Cynthiana. A la seva arribada a Alexandria, Abraham es converteix en el capatàs de les obres d'ampliació. Allí coneix Holly amb la qual té una aventura, cosa que provoca la ruptura amb Rosita. Abraham mor d'un tret de fletxa quan ell i Porter són emboscats per homes de Negan als afores d'Alexandria.
- Eugene Porter (aparició al número #53): Antic professor de ciències d'un col·legi de secundària. Conscient de les seves poques possibilitats de sobreviure quan els zombis van envair els Estats Units, Porter va decidir utilitzar la seva intel·ligència i la seva habilitat per mentir. Quan va trobar Abraham va buscar la seva protecció amb enganys: li va fer creure que era un científic amb coneixements sobre l'origen de l'epidèmia i que necessitava arribar a Washington DC. La farsa és descoberta poc després que el grup arribi a Washington. Tot i així se li permet acompanyar el grup a Alexandria i amb el temps Abraham el perdona. Porter mostra cops de valentia: Col·labora en eliminar els zombis que han entrat a Alexandria i més endavant, quan és capturat pels homes de Negan, aconsegueix escapar mossegant la cama d'un captor. Porter se sent atret per Rosita i confesa els seus sentiments a Abraham un instant abans que aquest sigui mort pels homes de Negan. Quan Rick planeja fer front a Negan, Porter el convenç que li seria possible fabricar munició amb els materials i l'equipament adequats.

### Enemics
- El Governador (números #27 a #48): El seu nom real és Philip i és el líder del grup de supervivents de Woodbury on és conegut amb el nom de Governador. És un personatge cruel i despietat amb evidents problemes mentals, ja que manté la seva filla zombi lligada al seu pis i l'alimenta amb la carn dels presoners que captura. Els seus conciutadans els respecten perquè els oculta la seva cara sàdica i els distreu amb combats de zombis manegats, però alguns com el Dr Stevens i la seva ajudant Alice són conscients del seu caràcter real. Quan els seus homes capturen Rick, Glen i Michonne, els tortura amb la intenció d'esbrinar on és la presó, ja que intueix que és un lloc més segur que Woodbury: talla el braç dret de Rick (tot i que després mana al Dr.Stevens que el curi) i viola salvatgement Michonne durant diverses nits. Més endavant permet que s'escapin amb un dels seus homes perquè l'ajudin a localitzar la presó, però Michonne, abans de fugir, entra al seu pis i el tortura fins a tallar-li un braç, arrencar-li un ull i deixar-lo mig mort. Amb l'objectiu ara també de venjar-se, quan per fi descobreix l'emplaçament de la presó, enganya els habitants de Woodbury acusant Rick i els seus de ser uns enemics perillosos i d'aquesta manera aconsegueix que l'acompanyin en l'assalt a la presó. Durant l'enfrontament mata personalment Tyreese i Hershel, però finalment és mort per un dels seus que descobreix els seus enganys en veure els cossos de Lori i Judit.
- Negan (aparició al número #100): Líder d'una banda d'homes armats que es fan anomenar "els Salvadors"; és un home violent i sàdic que creu que ha de matar perquè és superior als altres. Ell i els seus homes viuen d'extorsionar colònies de supervivents com la de Hilltop, a les quals obliguen a entregar-los aliments a canvi de no rebre represàlies. Tanmateix Negan rarament es deixa veure i a Hilltop el consideren un personatge fictici fins que Rick els explica el seu encontre amb ell. Quan el grup de Rick mata alguns dels seus homes, Negan ordena atacar Alexandria; ell mateix captura el grup que Rick conduïa a Hilltop i mata Glenn esclafant-li el cap sàdicament amb el seu bat de beisbol (que ell anomena Lucille).

## Els zombis
En cap moment de la sèrie es dona una explicació lògica sobre la causa de l'epidèmia de zombis, ni els personatges semblen tenir-ne la més mínima idea, ja que els únics que afirmen saber alguna cosa són Andrew, el ionqui de la presó que considera l'epidèmia la resposta de Déu a les seves oracions, i Eugene Porter, un fals científic que pretén tenir coneixement de les causes per salvar la vida. Tanmateix, el mateix Kirkman ha confessat que la seva intenció no és explicar els motius del fenomen, sinó les relacions i reaccions dels supervivents.
Els morts vivents de Kirkman són molt semblants als que va idear George A. Romero a la sèrie de pel·lícules iniciada per Night of the Living Dead: són cadàvers caminants que han perdut qualsevol caràcter humanitzant (capacitat de raonament, de sentir, etc.) i com a instint només conserven el d'alimentar-se. Molts d'ells presenten un estat de descomposició tan avançat que porten penjant els mateixos intestins o mostren colònies de larves entre les carns. Són carnívors i s'alimenten d'animals (com el cavall amb què Rick arriba a Atlanta) i principalment éssers humans. Són depredadors i carronyaires; quan localitzen una presa s'hi llencen a sobre i no s'aturen per res. Tanmateix poden passar llargues temporades sense alimentar-se i en època freda semblen sumir-se en un estat d'abaltiment, sense arribar a extingir-se.
Dels cinc sentits, conserven encara l'oïda, ja que els atreuen els sorolls forts com els trets, i l'olfacte amb el qual poden distingir l'olor dels vius del dels altres zombis; per això és fàcil enganyar-los si, com fan els protagonistes en un parell d'ocasions, un s'empastifa de restes d'un cadàver. Els zombis no s'ataquen entre si i, si exceptuem el cap, no presenten cap punt feble.
Igual que els morts vivents de Romero, l'única manera d'acabar amb ells és destrossant-los el cap, ja sigui amb un cop amb un objecte contundent (Rick utilitza una petita destral i Tyresse un martell de fuster) o d'un tret. Fora d'això no presenten cap altre punt dèbil al cos. Tanmateix en petits grups no són gaire perillosos, ja que són lents de moviments i, en no tenir instint de supervivència, no proven de defensar-se o d'esquivar els cops. Un grup ben preparat és capaç d'eliminar-ne un bon nombre si aprofiten bé els recursos, com fan els protagonistes quan netegen la presó; per l'altra banda, els homes del Governador malgasten la munició disparant sense ordre de manera que acaben essent superats pels zombis quan es queden sense bales.
Els mateixos protagonistes observen que no tots els zombis es comporten de la mateixa forma: n'hi ha que es mouen de forma constant, però sense un rumb fix, a la recerca de preses; altres romanen quiets, ajaguts al terra de carrers i edificis, i només ataquen quan algun imprudent s'hi acosta massa. Els zombis es poden moure en grup, arribant a formar hordes ingents que assolen els llocs per on passen.
Tota persona en morir, per la causa que sigui, esdevé zombi; això es veu per primera vegada amb Julie, la filla de Tyresse, que mor d'un tret i poca estona després desperta com a zombi. La mossegada d'un zombi converteix la víctima en un igual però si el membre afectat és amputat a temps la infecció no té efecte, com és el cas de Dale, a qui tallen la cama ferida i sobreviu (el mateix s'intenta amb Allen i Morgan però sense èxit).

## Artistes
- Tony Moore: #1-6 (interior) i #1-24 (portades); volums 1-4 (portades).
- Charlie Adlard: #7-present (interior) i #25-present (portades); volums 5-present (portades)

## Edicions de col·lecció

### Estats Units

#### Trade Paperback
Es publica als Estats Units des de maig de 2004, mig any després de la publicació de la primera entrega. Cada volum recull sis números, però només contenen la història i no les portades. Cada llibre segueix el costum de presentar un títol de tres paraules en l'original.
| Títol                                        | ISBN                   | Data de llançament   | Números |
| -------------------------------------------- | ---------------------- | -------------------- | ------- |
| The Walking Dead Vol. 1: Days Gone Bye       | SC: ISBN 1-58240-358-9 | 12 de maig, 2004     | #1–6    |
| The Walking Dead Vol. 2: Miles Behind Us     | SC: ISBN 1-58240-413-5 | 24 de novembre, 2004 | #7–12   |
| The Walking Dead Vol. 3: Safety Behind Bars  | SC: ISBN 1-58240-487-9 | 18 de maig, 2005     | #13–18  |
| The Walking Dead Vol. 4: The Heart's Desire  | SC: ISBN 1-58240-530-1 | 29 de novembre, 2005 | #19–24  |
| The Walking Dead Vol. 5: The Best Defense    | SC: ISBN 1-58240-612-X | 27 de setembre, 2006 | #25–30  |
| The Walking Dead Vol. 6: This Sorrowful Life | SC: ISBN 1-58240-684-7 | 11 d'abril, 2007     | #31–36  |
| The Walking Dead Vol. 7: The Calm Before     | SC: ISBN 1-58240-828-9 | 6 de setembre, 2007  | #37–42  |
| The Walking Dead Vol. 8: Made To Suffer      | SC: ISBN 1-58240-883-1 | 25 de juny, 2008     | #43–48  |
| The Walking Dead Vol. 9: Here We Remain      | SC: ISBN 1-60706-022-1 | 21 de gener, 2009    | #49–54  |
| The Walking Dead Vol. 10: What We Become     | SC: ISBN 1-60706-075-2 | 12 d'agost, 2009     | #55–60  |
| The Walking Dead Vol. 11: Fear the Hunters   | SC: ISBN 1-60706-122-8 | 6 de gener, 2010     | #61–66  |
| The Walking Dead Vol. 12: Life Among Them    | SC: ISBN 1-60706-254-2 | 3 d'agost, 2010      | #67–72  |
| The Walking Dead Vol. 13: Too Far Gone       | SC: ISBN 1-60706-329-8 | 17 de novembre, 2010 | #73–78  |
| The Walking Dead Vol. 14: No way out         | SC: ISBN 1-60706-392-1 | 22 de juny, 2011     | #79-84  |
| The Walking Dead Vol. 15: We Find Ourselves  | SC: ISBN 1-60706-440-5 | 27 de desembre, 2011 | #85-90  |
| The Walking Dead Vol. 16: A Larger World     | SC: ISBN 1-60706-559-2 | 19 de juny, 2012     | #91-96  |
| The Walking Dead Vol. 17: Something To Fear  | SC: ISBN 1-60706-615-7 | 18 de desembre, 2012 | #97–102 |

### Espanya
A Espanya Planeta DeAgostini publica des de 2005 una edició traduïda al castellà de Trade Paperback original
| Títol                                                         | ISBN                       | Data de llançament | Números |
| ------------------------------------------------------------- | -------------------------- | ------------------ | ------- |
| Los muertos vivientes Nº 01: Días pasados                     | SC: ISBN 84-674-1417-0     | 2005               | #1–6    |
| Los muertos vivientes Nº 02: Muchos kilómetros a las espaldas | SC: ISBN 84-674-2174-6     | 2005               | #7–12   |
| Los muertos vivientes Nº 03: Seguridad tras los barrotes      | SC: ISBN 84-674-2429-X     | 2006               | #13–18  |
| Los muertos vivientes Nº 04: Lo que más anhelas               | SC: ISBN 84-674-2662-4     | 2006               | #19–24  |
| Los muertos vivientes Nº 05: La mejor defensa                 | SC: ISBN 978-84-674-3995-3 | 2007               | #25–30  |
| Los muertos vivientes Nº 06: Esta triste vida                 | SC: ISBN 978-84-674-5872-5 | 2008               | #31–36  |
| Los muertos vivientes Nº 07: La calma antes de...             | SC: ISBN 978-84-674-5873-2 | 2008               | #37–42  |
| Los muertos vivientes Nº 08: Hechos para sufrir               | SC: ISBN 978-84-674-6929-5 | 2009               | #43–48  |
| Los muertos vivientes Nº 09: Aquí permanecemos                | SC: ISBN 978-84-674-8851-7 | 2010               | #49–54  |
| Los muertos vivientes Nº 10: En lo que nos hemos convertido   | SC: ISBN 978-84-674-8852-4 | 2010               | #55–60  |
| Los muertos vivientes Nº 11: Teme a los cazadores             | SC: ISBN 978-84-674-8853-1 | 2010               | #61–66  |
| Los muertos vivientes Nº 12: Vivir entre ellos                | SC: ISBN 978-84-674-9554-6 | 2010               | #67–72  |
| Los muertos vivientes Nº 13: Demasiado lejos                  | SC: ISBN 978-84-684-0139-3 | 2011               | #73–78  |
| Los muertos vivientes Nº 14: Sin salida                       | SC: ISBN 978-84-684-7482-3 | 2011               | #79-84  |
| Los muertos vivientes Nº 15: Encontrarnos a nosotros mismos   | SC: ISBN 978-84-684-7745-9 | 2011               | #85-90  |